# أندرو هاتشيسون
أندرو هاتشيسون هو قسيس كندي، ولد في 1938 في تورونتو في كندا.